# Tibet Airlines
Tibet Airlines is een luchtvaartmaatschappij uit de Tibetaanse Autonome Regio in de Volksrepubliek China. Het hoofdkwartier bevindt zich op de luchthaven Lhasa Gonggar.

## Geschiedenis
De maatschappij is opgericht in maart 2010 met als doel de groei van het toerisme in Tibet te ondersteunen (aanvankelijk beperkt tot binnenlandse toeristen). De staatsmaatschappij Tibet Investment Company had het meerderheidsaandeel van 51%, de rest was verdeeld tussen twee private investeringsmaatschappijen. Later kocht Air China 31% van de aandelen en werd zo de tweede grootste aandeelhouder. De keuze van het type vliegtuig viel op de Airbus A319, waarvan acht toestellen besteld werden. De eerste A319 werd geleverd in juli 2011. Tibet Airlines begon met vluchten binnen Tibet, later vloog het op andere bestemmingen in China. De samenwerking met Air China strekt zich ook uit op het vlak van marketing en houdt een frequent flyer-programma en codesharing-overeenkomst in.

## Vloot
De Vloot van Tibet Airlines bestaat in juli 2016 uit:
- 14 Airbus A319-100
- 2 Airbus A320-200
- 1 Airbus A330-200

In de toekomst wil Tibet Airlines nog meer toestellen aanschaffen en internationale vluchten uitvoeren, mits goedkeuring vanwege de overheid.